# Festiwal Muzyka w Opactwie
Festiwal Muzyka w Opactwie Bach u Cystersów – festiwal muzyczny poświęcony muzyce Jana Sebastiana Bacha i jego synów odbywający się w kościele klasztornym Opactwa oo. Cystersów w Wąchocku. Festiwal odbywał się co roku z inicjatywy Fundacji Wspierania Kultury Magna Res. Obecnie organizatorem jest Stowarzyszenie Muzyka w Opactwie. Dyrektorem generalnym jest William de Mousson-Romański, a o kształt artystyczny dba Rada Programowa, której przewodniczy dr Hanna Romańska-Knight.

## Historia
Pomysłodawcami festiwalu są Jan Dobrzyński, konserwator zabytków związany z Opactwem oo. Cystersów w Wąchocku i William de Mousson-Romański, impresario i organizator wielu koncertów i festiwali w Wielkiej Brytanii, Francji i Rosji. Wspólnie odkryli doskonałą akustykę kościoła klasztornego Opactwa oo. Cystersów w Wąchocku, najlepiej zachowanego zabytku architektury romańskiej w Polsce. Zachwycony architekturą opactwa i otoczeniem Gór Świętokrzyskich, postanowili zorganizować w Wąchocku swój festiwal. Pierwszy koncert odbył się w 20 sierpnia 2011 r. z udziałem oboisty Tytusa Wojnowicza i Warszawskich Solistów Concerto Avenna pod dyrekcją Andrzeja Mysińskiego. Z myślą o organizacji cyklicznych festiwali na terenie Opactwa Cystersów w Wąchocku powstała Fundacja Wspierania Kultury Magna Res, z siedzibą w Łodzi. W skład rady programowej festiwalu weszli: William de Mousson-Romański, dr Hanna Romańska-Knight, Menno Feenstr, Petr Šefl oraz David Swinson.  
Druga edycja festiwalu odbyła się w 2012 roku. Program objął wybór utworów wiolonczelowych Jana Sebastiana Bacha. Wystąpili Pablo Kornfeld, Marcin Zdunik i Andrzej Bauer. Podczas trzeciej edycji można było usłyszeć kantaty, motety, Wariacje Goldbergowskie, Sonaty i partity na skrzypce solo oraz koncerty skrzypcowe. Koncert inauguracyjny uświetnił obchody Dni Dziedzictwa Europejskiego przyznane Opactwu oo. Cystersów w Wąchocku przez Ministerstwo Kultury i Dziedzictwa Narodowego. Wykonawcami byli: Urszula Kryger, Arkadiusz Krupa, Christine Schornstein, Krzysztof Janowicz, Jan Stanienda, Trinity Boys Choir pod dyrekcją Davida Swinsona, Concerto Avenna pod dyrekcją Andrzeja Mysińskiego. W  następnym roku zabrzmiały Chorałowe Preludia Organowe Bacha we współczesnej aranżacji na fortepian i wiolonczelę Marcina Zdunika i Aleksandra Dębicza.

### V Międzynarodowy Festiwal Muzyka w OpactwieBach u Cystersów
W ramach V edycji festiwalu odbyły się cztery koncerty we wszystkie soboty września 2015 r. W programie znalazły się Wariacje Goldbergowskie w aranżacji Dmitrija Sitkowieckiego, sonaty na flet i klawesyn oraz bachowskie inspiracje jazzowe. Wystąpili Anna Maria Staśkiewicz, Katarzyna Budnik-Gałązka, Marcin Zdunik, Bogdan Hołownia, Wojciech Pulcyn, Łukasz Długosz, Andrzej Jungiewicz i Andrzej Jagodziński.

### VI Międzynarodowy Festiwal Muzyka w OpactwieBach u Cystersów
Podczas VI edycji festiwalu można było usłyszeć utwory Jana Sebastiana Bacha oraz ich jazzowe reinterpretacje w wykonaniu: Łukosza Długosza, Agaty Kielar-Długosz i Güntera Wehingera (flety), Marka Toporowskiego (klawesyn), Bogdana Hołowni (fortepian) oraz Wojciecha Pulcyna (kontrabas).

### VII Międzynarodowy Festiwal Muzyka w OpactwieBach u Cystersów
Festiwal w 2017 roku składał się z pięciu koncertów. Wystąpili: Michał Michalski (fortepian), Georgijs Osokins (fortepian), Marek Toporowski (klawesyn), Mischa Maisky (wiolonczela), Bomsori Kim (skrzypce) i Seiji Okamoto (skrzypce).